# Санатешти (Горж)
Санатешти (рум. Sănătești) насеље је у Румунији у округу Горж у општини Аркани. Oпштина се налази на надморској висини од 253 m.

## Становништво
Према подацима из 2002. године у насељу је живело 331 становника, од којих су сви румунске националности.